# Ciudad Caribia
Ciudad Caribia ist eine Stadt in Venezuela. Sie wurde 2006 als erste sozialistische Stadt des Landes geplant. Im Jahr 2007 wurde mit dem Bau begonnen und die ersten Wohnungen wurden 2011 bezogen und im Jahr 2019 hatte die Stadt ca. 10.000 Einwohner. Seit Beginn der Wirtschaftskrise ab 2015 ist die unfertige Ciudad, obwohl bewohnt, dem Verfall preisgegeben.

## Infrastruktur
Derzeit sind 800 von 20.000 geplanten Wohnungen gebaut. In Ciudad Caribia gibt es Schulen, Kinderbetreuung, gesundheitliche Nahversorgung, Friseur, eine kooperative Bäckerei und mehrere Einkaufsmärkte. Die Kriminalität ist äußerst gering und die dort lebenden Einwohner berichten von der Hierarchielosigkeit der Stadt. Bisher wurden in das Projekt 674 Millionen US$ investiert. Die Wohnungen werden von einem kubanisch-venezolanischen Joint-Venture-Unternehmen im Rahmen der ALBA errichtet.

## Entwicklungsziele
Ziel des Projektes ist es, eine moderne sozialistische Stadt mit guter Infrastruktur zu errichten und gleichzeitig die Wohnungsnot in Venezuela zu lindern. Der Bau der Stadt hat bisher 2.000 Arbeitsplätze geschaffen. Das ursprünglich gesetzte Ziel von 100.000 Einwohnern in 20.000 Wohnungen wurden jedoch nicht erreicht.

## Kritik
Es wurde kritisiert, dass der Bau viel zu langsam vorankommt. Darüber hinaus wurde größtenteils improvisiert und die Qualität der Gebäude lässt zu wünschen übrig. Die Stadt hat sich mangels Arbeitsplätzen weitgehend zur Schlafstadt entwickelt (ciudad dormitorio) und es gibt Probleme mit der medizinischen und der Wasserversorgung.